# Kościół Wniebowzięcia Najświętszej Maryi Panny w Borysławicach Kościelnych
Kościół Wniebowzięcia Najświętszej Maryi Panny w Borysławicach Kościelnych – rzymskokatolicki kościół parafialny należący do parafii pod tym samym wezwaniem (dekanat kłodawski diecezji włocławskiej).
Jest to świątynia wzniesiona w 1759 roku. Ufundowana została przez stolnika wielkopolskiego Antoniego Gorzeńskiego. W latach 1818, 1856 i 1870 była restaurowana. W 1938 roku została wykonana polichromia i został przeprowadzony remont. Podczas 2 wojny światowej kościół został zdewastowany i okradziony z wyposażenia: dzwony i organy. Świątynia posiada ocalone wyposażenie z rozebranego w 1942 roku kościoła w Barłogach.
Budowla jest drewniana, jednonawowa, posiada konstrukcję zrębową. Świątynia jest orientowana i składa się z mniejszego prezbiterium w stosunku do nawy, zamkniętego trójbocznie z zakrystią wydzielonego wewnątrz na osi. Od frontu i z boku nawy są umieszczone kruchty. Budowla nakryta jest wysokim dachem dwukalenicowym, pokrytym gontem, na dachu znajduje się ośmioboczna wieżyczka na sygnaturkę. Zwieńcza ją blaszany dach hełmowy z latarnią. Wnętrze nakrywa strop z fasetami. Chór muzyczny jest podparty czterema słupami i posiada prostokątną wystawkę w części centralnej. Belka tęczowa jest ozdobiona krucyfiksem barokowym, napisem fundacyjnym i datą budowy. Polichromia została wykonana przez Wincentego Strubińskiego w dwudziestoleciu międzywojennego i przedstawia motywy kujawskie. Trzy ołtarze barokowe pochodzą z 2 połowy XVIII wieku. W głównym ołtarzu są umieszczone płaskorzeźby z około 1640 roku ozdobione scenami ze Starego Testamentu. Ambona i chrzcielnica reprezentują styl rokokowy. Stacje Męki Pańskiej powstały pod koniec XVIII wieku.